# 臨床工学技士学校養成所指定規則
臨床工学技士学校養成所指定規則（りんしょうこうがくぎしがっこうようせいじょしていきそく）は、1988年（昭和63年）3月28日に、日本国の臨床工学技士法に基づき昭和63年文部省・厚生省令第2号として公布された省令である。

## 教育内容
- 基礎分野
  - 科学的思考の基盤
  - 人間と生活
- 専門基礎分野
  - 人体の構造と機能
  - 臨床工学に必要な医学的基礎
  - 臨床工学に必要な理工学的基礎
  - 臨床工学に必要な医療情報技術とシステム工学の基礎
- 専門分野
  - 医用生体工学
  - 医用機器学
  - 生体機能代行技術学
  - 医用安全管理学
  - 関連臨床医学
  - 臨床実習